# Aleksiej Amielin
Aleksiej Stiepanowicz Amielin (ros. Алексей Степанович Амелин, ur. 12 marca 1921 we wsi Astapowo w powiecie zarajskim w guberni riazańskiej, obecnie w rejonie łuchowickim w obwodzie moskiewskim, zm. 24 grudnia 1981 w Moskwie) – radziecki lotnik wojskowy, pułkownik, Bohater Związku Radzieckiego (1944).

## Życiorys
Dzieciństwo i młodość spędził w Moskwie, do 1938 skończył 8 klas szkoły, 1938–1939 uczył się w moskiewskim technikum lotniczym, w 1939 ukończył aeroklub w Moskwie. Od listopada 1939 służył w Armii Czerwonej, do lutego 1940 uczył się w wojskowej szkole lotniczej w Melitopolu, w lutym 1941 ukończył wojskową szkołę lotniczą w Czuhujiwie i do listopada 1942 był w niej pilotem-instruktorem (we wrześniu 1941 szkoła została ewakuowana do Szymkentu), w listopadzie 1942 został pilotem 240 pułku lotnictwa myśliwskiego w Iwanowie. Od marca 1943 uczestniczył w wojnie z Niemcami jako pilot, później dowódca klucza, zastępca dowódcy i dowódca eskadry 340 (od lipca 1944: 178 gwardyjskiego) pułku lotnictwa myśliwskiego, od października 1944 do maja 1945 był zastępcą dowódcy eskadry 179 gwardyjskiego pułku lotnictwa myśliwskiego. Walczył na Froncie Woroneskim (marzec–lipiec 1943), Stepowym (lipiec–październik 1943) i 2 Ukraińskim (październik 1943–maj 1945), brał udział w bitwie pod Kurskiem, operacji biełgorodzko-charkowskiej, bitwie o Dniepr, operacji kirowohradzkiej, korsuń-szewczenkowskiej, humańsko-botoszańskiej, jassko-kiszyniowskiej, debreczyńskiej, budapesztańskiej, wiedeńskiej, bratysławsko-brneńskiej i praskiej. Wykonał 298 lotów bojowych myśliwcami Ła-5 i Ła-7 i stoczył 87 walk powietrznych, strącając osobiście 17 samolotów wroga. Po wojnie do lipca 1948 był zastępcą dowódcy eskadry w pułku lotnictwa myśliwskiego w Południowej Grupie Wojsk w Bułgarii i w Turkiestańskim Okręgu Wojskowym, w grudniu 1948 ukończył wyższe kursy lotnicze w Tambowie i został zastępcą dowódcy eskadry pułku lotnictwa myśliwskiego w Nadmorskim Okręgu Wojskowym, od lutego 1950 do lipca 1951 był komenderowany do Chin jako dowódca eskadry 351 pułku lotnictwa myśliwskiego obrony przeciwlotniczej; od lutego do października 1950 pilotując myśliwiec Ła-11 uczestniczył w osłonie powietrznej rejonu szanghajskiego. Od kwietnia do października 1951 był pomocnikiem dowódcy pułku lotnictwa myśliwskiego, później służył w 153 Dywizji Lotnictwa Myśliwskiego Obrony Przeciwlotniczej na Sachalinie, w 1953 ukończył wyższe lotnicze kursy oficerskie w Lipiecku i został skierowany do 275 Dywizji Lotnictwa Myśliwskiego w Haapsalu (Estonia), 1954–1960 był pomocnikiem dowódcy 81 Dywizji Lotnictwa Myśliwskiego w Tapie (Estonia), w 1960 został zwolniony do rezerwy w stopniu pułkownika.

## Odznaczenia
- Złota Gwiazda Bohatera Związku Radzieckiego (26 października 1944)
- Order Lenina (26 października 1944)
- Order Czerwonego Sztandaru (czterokrotnie, 22 lipca 1943, 28 października 1943, 6 czerwca 1945 i 23 stycznia 1957)
- Order Wojny Ojczyźnianej II klasy (30 kwietnia 1943)
- Order Czerwonej Gwiazdy (trzykrotnie, 13 czerwca 1945, 22 lutego 1955 i 26 października 1955)
- Medal „Za zasługi bojowe” (15 listopada 1950)

I inne.